# Feyt
Feyt település Franciaországban, Corrèze megyében. Lakosainak száma 112 fő (2022. január 1.). Feyt Eygurande, Laroche-près-Feyt, Monestier-Merlines, Saint-Merd-la-Breuille és Bourg-Lastic községekkel határos.

## Népesség
A település népességének változása:
| Lakosok száma | 178  | 116  | 119  | 101  | 135  | 131  | 132  | 134  | 127  | 112  |
|               | 1968 | 1982 | 1990 | 2006 | 2013 | 2015 | 2017 | 2019 | 2020 | 2022 |